# Camera Magnaților

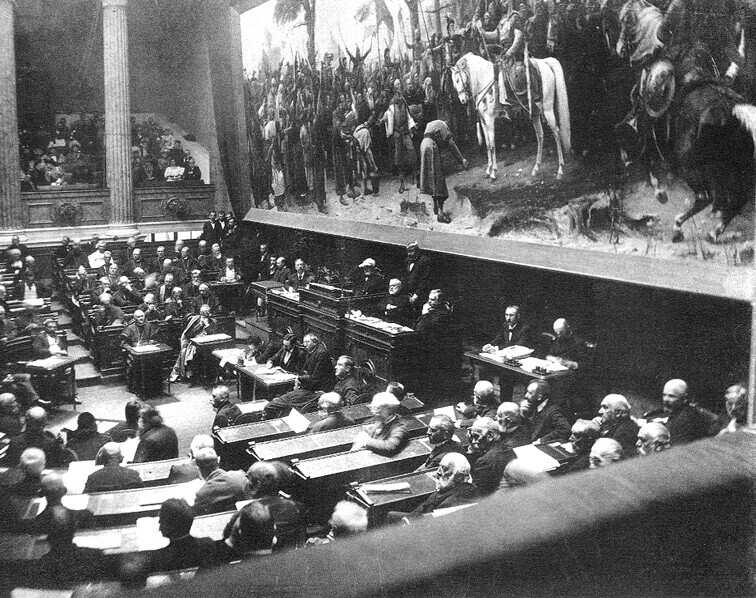
Sesiune a Camerei magnaților (1894)

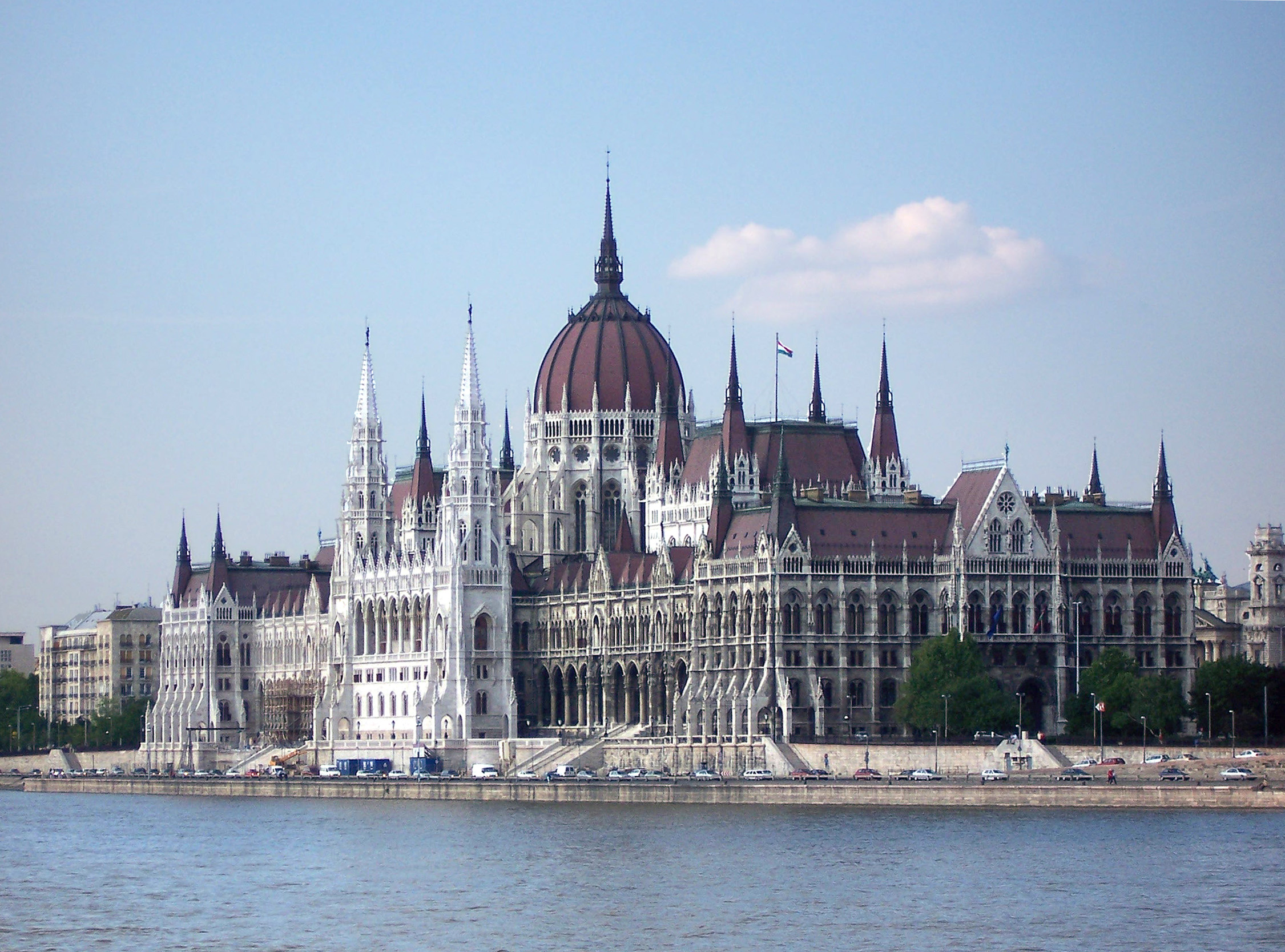
Clădirea Parlamentului Ungar din Budapesta văzută de pe Dunăre

Camera Magnaților (în maghiară Főrendiház, în germană Magnatenhaus) a fost până în 1918 prima cameră a Dietei regale a Ungariei, principalul for legislativ din jumătatea maghiară a Dublei Monarhii austro-ungare create în 1867. Camera inferioară a dietei regale (Camera reprezentanților, în maghiară Képviselőház), era constituită de reprezentanți aleși prin scrutin electoral.
Această cameră a funcționat între 1867 și 1918 și, în consecință, Ungaria nu a fost reprezentată în Senatul imperial de la Viena, cum a fost cazul până în 1867.
În prezent Adunarea Națională a Ungariei este un parlament unicameral, așa încât fosta cameră superioară este folosită ca sală de conferințe și ședințe și pentru turism. O cameră superioară a parlamentului Ungariei a existat de asemenea între 1927 și 1945.
Formarea Camerei Parlamentului s-a dezvoltat din alegerile conștiente ale simbolismului și poartă mesaje importante istorice și politice. Privind dinspre Dunăre, vedem că sălile caselor inferioare și superioare se ridică pe ambele laturi ale cupolei, înconjurate de turnulețe, care evocă memoria parlamentului bicameral, care era în funcțiune când clădirea era construită. Cele două săli sunt complet identice în mărime și formă, exprimând astfel egalitatea dintre casa inferioară reprezentativă și casa superioară istorică. Cupola care se ridică între ele semnifică unitatea legislativului, precum și locul de desfășurare a ședințelor comune ale celor două camere. 

## Membrii Camerei Magnaților
- Contele Alexander Apponyi
- Edmund Fürst Batthyany-Strattmann
- István Bittó
- Contele Dániel Esterházy de Galántha[1]
- Contele Mihály Antal Károly Mária Esterházy de Galántha[2]
- Géza Fejérváry
- Ignaz von Fratricsevics
- János Hadik (1808 - 1899), politician conservator maghiar
- Benjámin Kállay
- Menyhért Lónyay
- György Mailáth von Székhely
- Belá Baron Orczy von Orczi (1822 - 1917)[3]
- Simeon de Sina
- Gyula Károlyi (1871 - 1947), om politic, prim-ministru
- Ioan Mețianu (1828 - 1916), mitropolit
- Nicolae Popea (1826 - 1898), episcop, istoric
- Miron Romanul (1828 - 1898), cleric ortodox, episcop, mitropolit
- Mihály Horváth (1809 - 1878), preot catolic, istoric
- György Apponyi (1808 - 1899), politician conservator maghiar

## Galerie

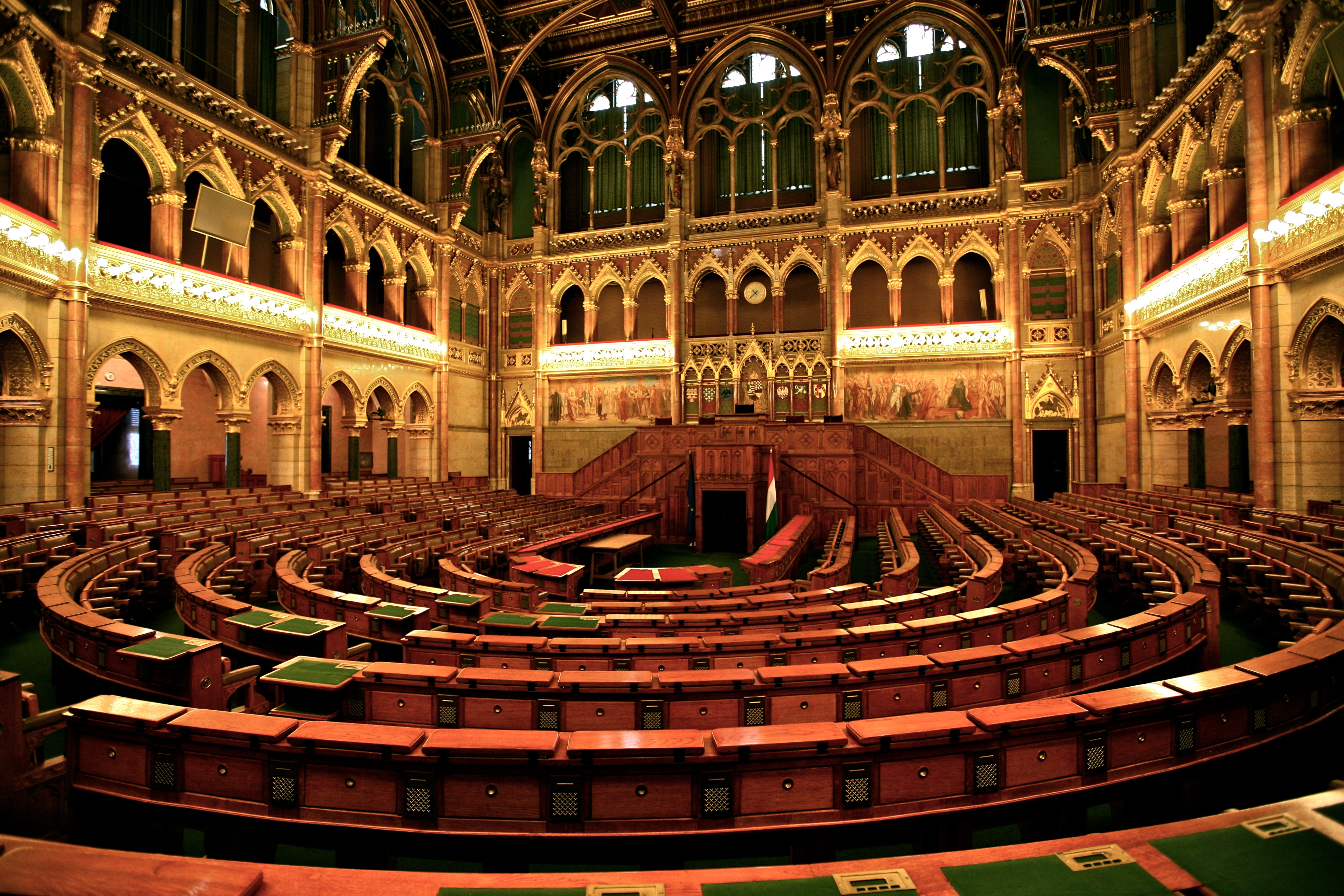
Sala de adunare a Camerei Magnaților
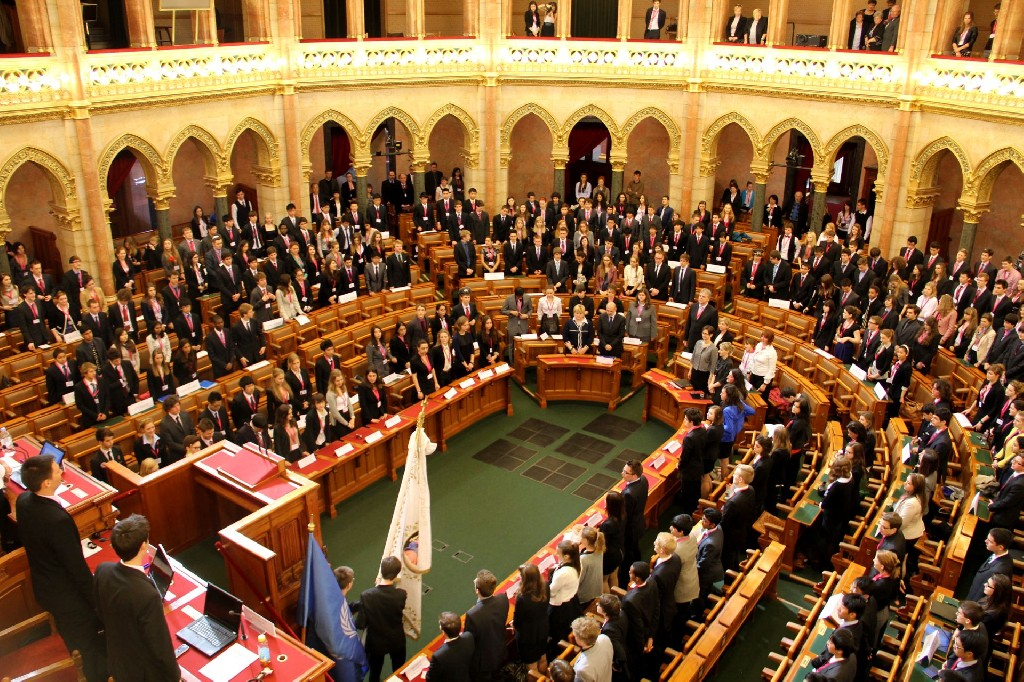
Conferința Națiunilor Unite în Sala de adunare a Camerei Magnaților, 2012.

## Vezi și
- Camera Domnilor (Cisleithania)